# Narodowe Czytanie

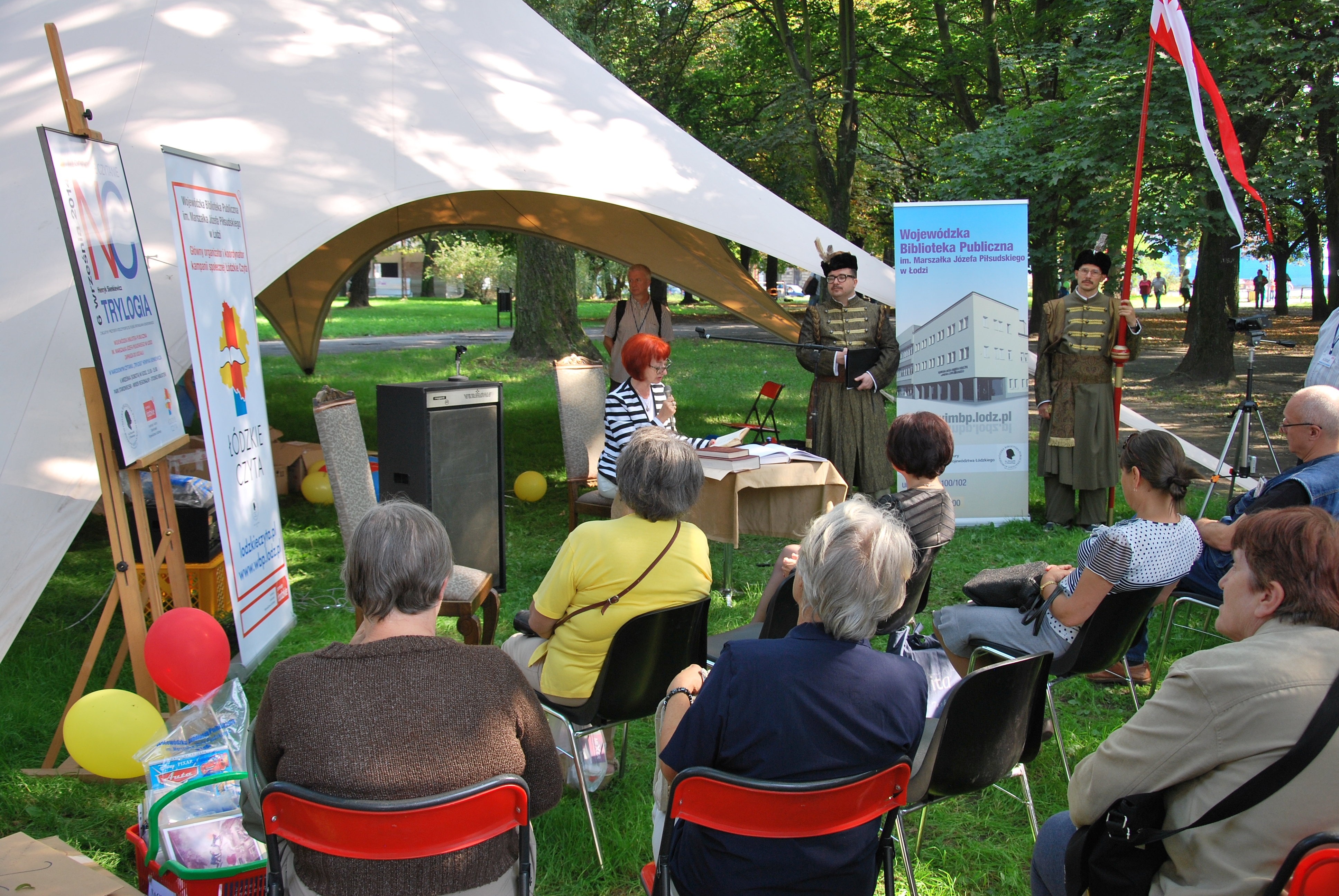
Narodowe czytanie Trylogii Henryka Sienkiewicza w Łodzi, wrzesień 2014 r.

Narodowe Czytanie – polska akcja społeczna propagująca znajomość literatury narodowej, w której obszerne fragmenty dzieł odczytywane są publicznie, również w środkach masowego przekazu; zapoczątkowana w 2012.

## Historia
Akcję zapoczątkowano w 2012 z okazji 200-lecia Drugiej Wojny Polskiej i najazdu Napoleona na Rosję, podczas którego miał miejsce opisany w Panu Tadeuszu Adama Mickiewicza ostatni zajazd na Litwie. Akcję zorganizował prezydent Polski Bronisław Komorowski, a pomysłodawcą była Agnieszka Celeda, ówczesna dyrektor Biura Kultury i Dziedzictwa w Kancelarii Prezydenta RP, wcześniej m.in. wicedyrektor TVP Kultura. Pomysłodawcy pragnęli tego, by literatura narodowa nie była tylko przedmiotem nauczania szkolnego, ale by stała się obecna w szeroko rozumianym życiu społecznym. Publiczne czytanie Pana Tadeusza odbyło się 8 września 2012 w dziesiątkach miejscowości z udziałem rzesz słuchaczy. Warszawskie oficjalne czytanie epopei narodowej miało miejsce w Ogrodzie Saskim.
W 2013 w akcji uczestniczyli już mieszkańcy ponad 700 miejscowości. Kancelaria Prezydenta przygotowała specjalną pieczęć oraz plakat, autorstwa Piotra Młodożeńca. Odczytywano fragmenty dzieł Aleksandra Fredry.
Trzecią edycję Narodowego Czytania 6 września 2014 również objął swoim patronatem prezydent Bronisław Komorowski. Odczytywano fragmenty Sienkiewiczowskiej Trylogii. Akcja ponownie spotkała się z olbrzymim zainteresowaniem Polaków – wydarzenie odbyło się w ponad 1500 miejscowościach.
Czwartą edycję akcji w 2015 objęła swoim patronatem para prezydencka Andrzej Duda i Agata Kornhauser-Duda. Przygotowano specjalną krótszą adaptację Lalki Bolesława Prusa po to, by umożliwić różnym instytucjom organizację publicznych odczytów. Kancelaria Prezydenta przygotowała też okolicznościową pieczęć, plakat oraz baner. W akcji uczestniczyło ponad 1600 miejscowości.
Piątą edycję (2016) ponownie objęła swoim patronatem para prezydencka, która wystąpiła w specjalnych spotach emitowanych m.in. w telewizji. Prezydent wystosował okolicznościowy list do obywateli, zachęcający do udziału w akcji. Polacy, w drodze głosowania internetowego, sami wybrali dzieło, które odczytywano następnie w całej Polsce. Sienkiewiczowskie Quo vadis wygrało z takimi dziełami literatury narodowej, jak: Chłopi Władysława Reymonta, Wesele Stanisława Wyspiańskiego, Popioły Stefana Żeromskiego oraz Noce i dnie Marii Dąbrowskiej. Krytyk literacki Tomasz Burek przygotował skróconą adaptację dzieła, którą aktorzy polscy odczytywali w Ogrodzie Saskim w Warszawie. Transmisję internetową z Narodowego Czytania w Ogrodzie Saskim przeprowadziło Polskie Radio.

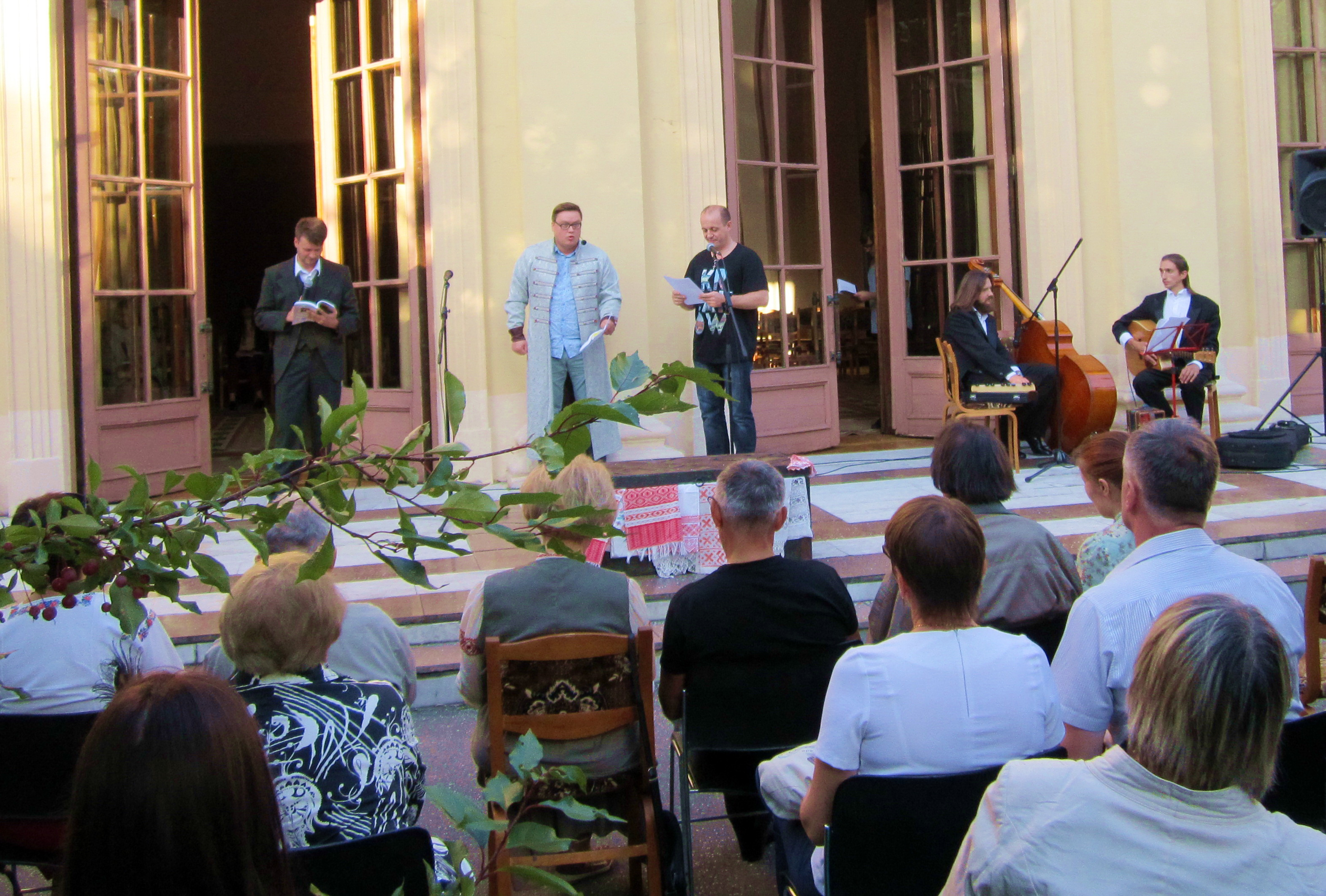
Narodowe czytanie „Wesela” Stanisława Wyspiańskiego w Mińsku, wrzesień 2017 r. Czytają: aktor Narodowego Akademickiego teatru im. Janki Kupały Raman Padaliaka, dziennikarz radia „Swoboda” Janusz Kalinowski, dziennikarz i pisarz Aleh Gruszecki

W szóstej edycji (2017) zaproponowano to, by Polacy po raz kolejny sami wybrali dzieło do publicznego odczytywania. Propozycja Instytutu Badań Literackich Polskiej Akademii Nauk obejmowała: Przedwiośnie Stefana Żeromskiego, Pamiątki Soplicy Henryka Rzewuskiego, Beniowskiego Juliusza Słowackiego oraz Wesele Stanisława Wyspiańskiego. Ostatecznie obywatele wybrali do odczytania podczas szóstej edycji Wesele. Na tę lekturę głosowało prawie 18 tys. obywateli. W sumie oddano 37 tys. głosów. Dramat autorstwa Stanisława Wyspiańskiego odczytano w wielu miejscowościach w kraju oraz za granicą, m.in. na Litwie, Łotwie, Białorusi, Ukrainie, w Rosji, we Włoszech, we Francji, w Hiszpanii, Portugalii, na Węgrzech, w Niemczech, Danii, Wielkiej Brytanii, Irlandii, Kanadzie, Stanach Zjednoczonych, Australii, Nowej Zelandii, Kazachstanie i Japonii.
W 2018 akcja Narodowe Czytanie miała specjalny charakter. W nawiązaniu do jubileuszu 100-lecie odzyskania niepodległości przez Polskę Para Prezydencka zaproponowała lekturę Przedwiośnie Stefana Żeromskiego. Dodatkowo przez cały rok czytano Antologię Niepodległości, specjalnie przygotowany z tej okazji wybór utworów z kanonu polskiej literatury patriotycznej. Przedwiośnie podczas finału akcji było czytane w prawie 3000 miejsc na całym świecie, w tym w 33 krajach i 134 miejscach poza granicami Polski.
W 2019 r. wybrano „Osiem lektur na ósme Narodowe Czytanie”, czyli „teksty, których wspólnym mianownikiem jest polskość w połączeniu z treściami uniwersalnymi, refleksją nad człowiekiem i społeczeństwem”. Utwory te reprezentują różne epoki i style, a „łączy je to, co najważniejsze: są na trwałe wpisane w historię polskiej literatury”. Ósmej odsłonie akcji towarzyszyły plansze komiksowe, autorstwa Marka Oleksickiego i Tobiasza Piątkowskiego, które posłużyły jako elementy scenografii podczas czytania nowel w Ogrodzie Saskim w Warszawie. Kancelaria Prezydenta RP opublikowała także specjalne wydanie nowel w alfabecie Braille’a, które zostało wysłane do ośrodków dla osób niewidomych w całej Polsce.

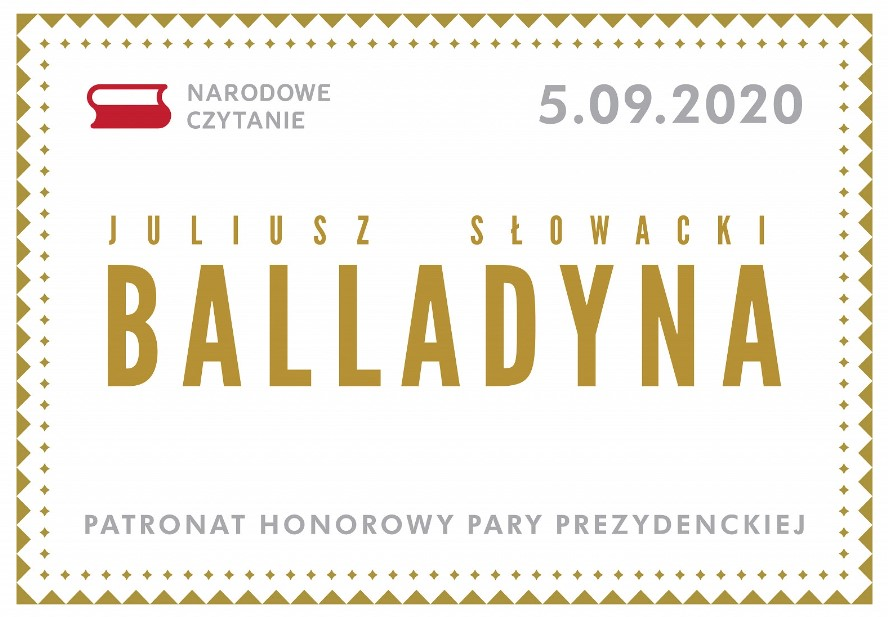
Baner Narodowego Czytania w 2020 roku

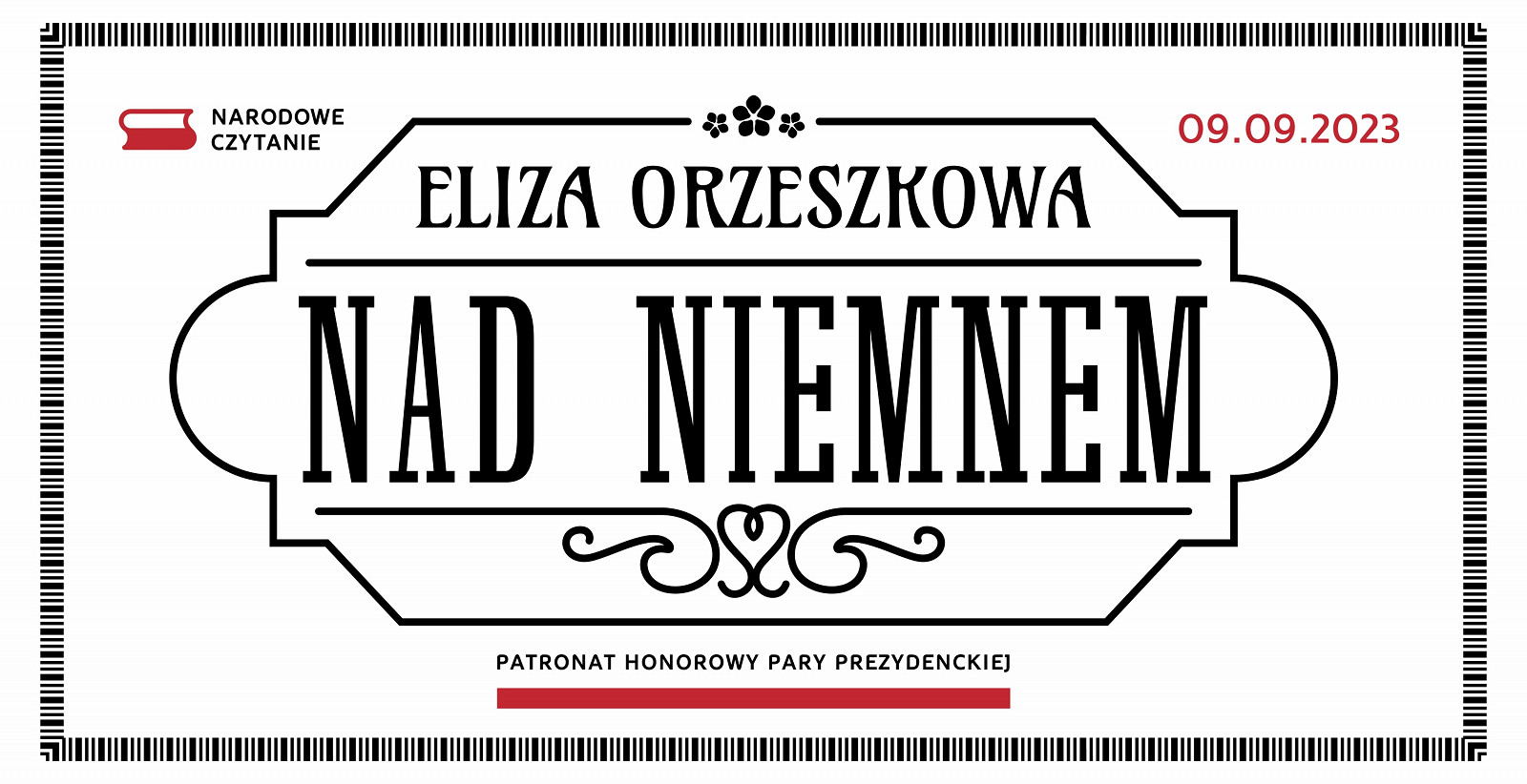
Baner Narodowego Czytania w 2023 roku

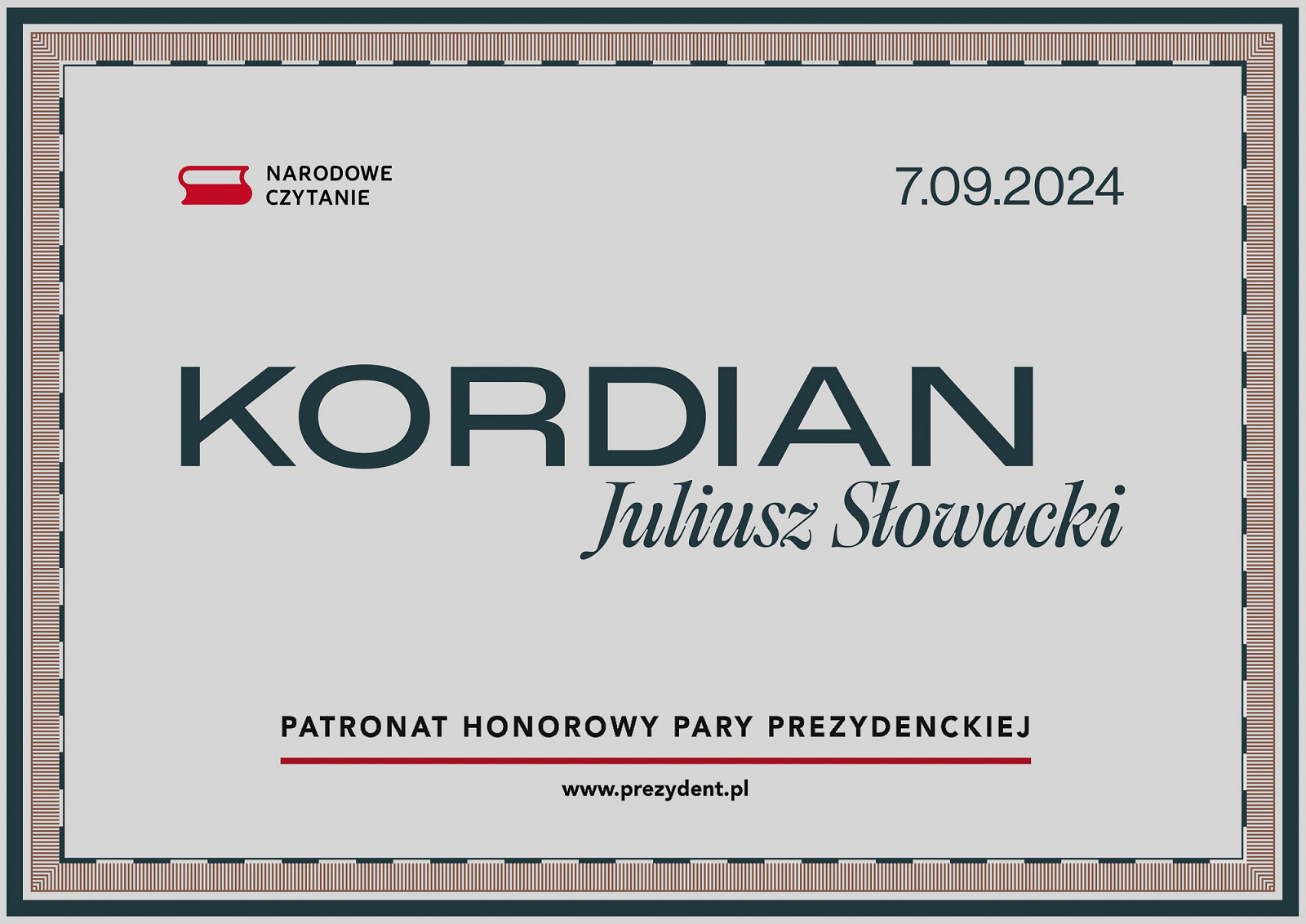
Baner Narodowego Czytania w 2024 roku

Na dziewiątą edycję Narodowego Czytania, która odbyła się 5 września 2020 roku, wybrano Balladynę, sztukę Juliusza Słowackiego. Wybrano dzieło Słowackiego ze względu na jego wybitność pośród innych dzieł polskiego romantyzmu. Rękopis ocalał w czasie II wojny światowej, odnaleziony w Tyrolu, w 1946 roku trafił do Biblioteki Narodowej. Balladyna ma odwołania do polskiej tradycji, folkloru oraz, jak to powiedział w swoim okolicznościowym przemówieniu prezydent Andrzej Duda w Ogrodzie Saskim, „do mitycznych początków państwa polskiego”.
Dziesiąta edycja odbyła się 4 września 2021 roku. Wybranym tekstem była Moralność pani Dulskiej, dramat autorstwa Gabrieli Zapolskiej. Dzieło Zapolskiej wzbogaciło literaturę polską o ważną refleksję społeczną. Liczne inscenizacje i adaptacje świadczą o popularności Moralności Pani Dulskiej. W swym okolicznościowym liście prezydent Andrzej Duda jako jeden z powodów organizowani akcji wymienił czerpanie radości z „bycia razem przy wspólnej lekturze”. Na stronie prezydenckiej organizatorzy akcji udostępnili tekst proponowanej lektury.
W 2021 roku zapowiedziano przedmiot lektury Narodowego Czytania w 2022 roku – Ballady i romanse Adama Mickiewicza z okazji dwusetnej rocznicy ich opublikowania. Akcje zorganizowano w sobotę 3 września 2022 roku. Para prezydencka tradycyjnie przyłączyła się do Narodowego Czytania w Ogrodzie Saskim w Warszawie. W oficjalnym słowie podsumowującym skierowanym do zebranych zwrócono uwagę na pracę tłumaczy języka migowego oraz służb medycznych. Podziękowano współorganizatorom, szczególnie dyr. Tomaszowi Makowskiemu z Biblioteki Narodowej za przygotowanie okolicznościowej wystawy „Ballady i romanse – inspiracje i recepcja”. Do akcji dołączyli się Polacy w 70 miejscach na Ukrainie, m.in. w Kijowie, Irpieniu, Chersoniu i Charkowie.

## Edycje
W czasie kolejnych edycji akcji Narodowe Czytanie odczytywane były następujące dzieła polskich literatów:
- 8 września 2012 – Pan Tadeusz Adama Mickiewicza[1]
- 7 września 2013 – dzieła Aleksandra Fredry[3]
- 6 września 2014 – Trylogia Henryka Sienkiewicza[4]
- 5 września 2015 – Lalka Bolesława Prusa[6]
- 3 września 2016 – Quo vadis Henryka Sienkiewicza[2]
- 2 września 2017 – Wesele Stanisława Wyspiańskiego
- 8 września 2018 – Przedwiośnie Stefana Żeromskiego[14]
- 7 września 2019 – nowele polskie[15]:
  - Dobra pani – Eliza Orzeszkowa
  - Dym – Maria Konopnicka
  - Katarynka – Bolesław Prus
  - Mój ojciec wstępuje do strażaków (ze zbioru Sanatorium pod Klepsydrą) – Bruno Schulz
  - Orka – Władysław Reymont
  - Rozdzióbią nas kruki, wrony... – Stefan Żeromski
  - Sachem – Henryk Sienkiewicz
  - Sawa (z cyklu Pamiątki Soplicy) – Henryk Rzewuski
- 2020 – Balladyna Juliusza Słowackiego[22]
- 2021 – Moralność pani Dulskiej Gabrieli Zapolskiej
- 2022 – Ballady i romanse Adama Mickiewicza
- 2023 – Nad Niemnem Elizy Orzeszkowej[23]
- 2024 – Kordian Juliusza Słowackiego[24]